# Missale des Priesters Mavra
Das Missale des Priesters Mavra (oder Brevier des Priesters Mavra) ist eine illuminierte Handschrift in kirchenslawischer Sprache in glagolitischer Schrift von 1460 aus Vrbnik in Dalmatien.
Sie enthält auf 417 Pergamentblättern den Text für die Liturgie der katholischen Heiligen Messe mit lokalen Besonderheiten und Einflüssen der Liturgie der Heiligen Kyrill und Method.
Der Text ist zweispaltig in 30 Zeilen geschrieben und enthält 270 farbige verzierte Initialen.
Die Handschrift wurde im Jahre 1460 für den Priester Mavra aus Vrbnik auf der Insel Krk durch Blaž Baromić angefertigt, wie eine Anmerkung berichtet.
1471 wurden astronomische Angaben hinzugefügt mit komputistischen und kalendarischen Daten.
1982 wurde die Handschrift durch die damalige kroatische Republik von Umberto Pezzolia aus Rom erworben. Heute befindet sie sich in der National- und Universitätsbibliothek Zagreb.